# Yoshiteru Himuro
Yoshiteru Himuro ist ein japanischer Musiker, DJ und Sound Designer der für seine vor allem elektronische Musik bekannt ist.

## Leben und Wirken
Das englische Plattenlabel „Worm Interface“ veröffentlichte 1998, neben Musikern wie Tom Jenkinson (Squarepusher) und Freeform, Himuros erstes Album Nichiyobi. Himuros Veröffentlichungen gehören grob gesehen zum Genre IDM bzw. Electronica, teilweise auch Jazz, Jungle, Drum and Bass und Hip-Hop.
Sein Stil wird in den Medien oft als sehr verspielt beschrieben. Es fallen in vielen Stücken zerhackte, oft sehr schnelle Beats in Kombination mit jazzigen Bässen und Synthesizerlinien auf, kombiniert mit zahlreichen 8bit-Sounds (ähnlich der Musik zu Videospielen), welche letzten Endes seinen Stil ausmachen. Er ist speziell auf diesem Gebiet einer der herausragenden japanischen Musiker dieser Zeit.
Einige seiner Stücke liefen auf John Peels berühmter Radio Show auf BBC Radio 1. Später wurde der Track "Copy of Copy" auf der Netlabel-Serie Tribute to John Peel (John Peel Day) zum Download freigegeben.
Bei Liveauftritten benutzt er hauptsächlich seinen Laptop und damit verbundene MIDI-Controller und -Effektgeräte.

## Werke

### Alben
- 1998: Nichiyobi (Worm Interface)
- 2004: Clear Without Items (Couchblip!)
- 2005: Mild Fantasy Violence (Zod)
- 2007: Welcome Myself (Tangram Disk)
- 2008: Here and There (File Records)
- 2010: Where Does Sound Come From? (Murder Channel)
- 2011: 7th Shape Shifting
- 2012: Our Turn, Anytime (Oil Works)
- 2019: View From Bottom

### EPs und Singles
- 1998: Nice Feedback E.P. (Worm Interface)
- 1999: Himuro versus Koichi – Latest Gorgeous Energy (Worm Interface)
- 2004: 3mcs From China
- 2005: Fuck_B_Hard
- 2008: Welcome Myself EP

### Remixes
- Shadow Huntaz feat. X.A. Cute – Head in Noose (Himuro Remix)
- Borngräber und Strüver – Midnight (Himuro Remix)
- Lambent – Drive Back Re-revised (Himuro Remix)
- Symbolic Interaction – Seasalas (Himuro Remix)
- Mrs.Tanaka – Traffic Tune (Himuro Remix)
- Mrs.Tanaka – Lime Light (Himuro Remix)
- Mrs.Tanaka – Hush Bell (Himuro Remix)
- Vukeme – 80’s Dream Parasol (Himuro Remix)
- Robokoneko – Eerie Ash (Himuro Remix)

### Videos
- 2005: Tenjin (Chillin Remix) von Kyle Griblin
- 2008: spen za nite wiz dis sit von Takafumi Tsuchiya